# Hîncești, Fălești
Hîncești este un sat situat în raionul Fălești, Republica Moldova, lângă râul Prut ce reprezintă granița de stat cu România. Aparține de comuna Călinești, înființată la 28 iunie 2025.

## Administrație și politică
Componența Consiliului local Hîncești (9 consilieri), ales la 5 noiembrie 2023, a fost următoarea:
|  | Partid                                       | Consilieri | Componență | Componență | Componență | Componență | Componență |
|  | -------------------------------------------- | ---------- | ---------- | ---------- | ---------- | ---------- | ---------- |
|  | Partidul Socialiștilor din Republica Moldova | 5          |            |            |            |            |            |
|  | Partidul Social Democrat European            | 2          |            |            |            |            |            |
|  | Partidul Acțiune și Solidaritate             | 2          |            |            |            |            |            |